# Myrtle, Minnesota
Myrtle är en ort i Freeborn County i Minnesota. Vid 2010 års folkräkning hade Myrtle 48 invånare.